# Мамаев, Хоза
Хо́за Мама́ев (чечен. Момин Хьоза, также известен как «Хаза» и «Хазу»; 1820, Гендерген, Чечня — 1855, Аух, Северо-Кавказский имамат)  – чеченский полководец XIX века,  сподвижник и наиб имама Шамиля. В 1851–1855 годах руководил Ауховским наибством. Брат Хату Мамаева – также наиба Ауха.

## Биография
Родился в 1820-х годах в селении Гендерген (ныне в Ножай-Юртовском районе Чеченской Республики). Сын Мамма – участника обороны Ахульго в 1839 году.
После провозглашения Шамиля имамом Чечни и Дагестана примкнул к его движению и принимал участие в боях, где проявил себя как храбрый воин. После чего, в 1851 году был назначен Шамилем наибом Ауха. Зять Шамиля Абдурахман из Газикумуха писал: 

«В районе Аух наибом был Хоза. Это был авторитетный человек, управлял он справедливо. После его смерти на его место вступил его брат Хату, храбрый, распорядительный и умелый». 
Погиб в ходе одного из сражений в 1855 году. Похоронен в селении Гендерген. Надгробный камень сделан в форме кинжала, что характеризует покойного как воина, павшего в Газавате.

## Память
В 1992 году указом президента самопровозглашенной ЧРИ Джохара Дудаева одна из улиц Грозного была переименована в «Наиб Хьозин урам».